# Ђулијано Ђанић
Ђулијано Ђанић (хрв. Giuliano Đanić; Сплит, 14. мај 1973), професионално познат као Ђулијано, хрватски је поп певач.

## Музичка каријера
Средином 1988. године Ђулијано је заједно са Синишом Вуцом основао рок бенд Клеопатра. Бенд је објавио три сингла „Одлазим“, „Хладна ноћ“ и „Сви у један глас“. Бенд се распао крајем 1989. Након распада Клеопатре, Ђанић је са Златком Бродарићем основао бенд Апокалипса. Деби албум бенда Љубав за љубав, бол за бол објављен је 1991.
Ђулијано је седам пута учествовао на Дори, годишњем музичком такмичењу Хрватске и националном избору за Песму Евровизије. Дебитовао је 1996. године са песмом "Сјај у очима открива те", која је завршила на петом месту са 104 поена. Поново се вратио 1999. године са песмом "Добро ми дошла љубави" која је завршила на шестом месту. Годину дана касније, 2000. године, Ђанић је учествовао са песмом „Срна и вук“ и завршио трећи у финалу са укупно 160 поена. Ђанић је учествовао на Дори 2003, изводећи „Моју липу“, коју је написао и компоновао Томислав Мрдуљаш. У финалу је завршио на седмом месту у финалу са 60 поена. После четворогодишње паузе од такмичења, Ђанић се вратио 2007. године са песмом „Писмом те љуби милион мандолина” и пласирао се на пето место. 2008. године, завршио је једанаести са песмом „Плава вјештица“ коју су написали Миро Буљан и Ненад Нинчевић. 2010. године, било је последње са Ђанићем као учесником. Са песмом "Моја драга", заузео је осмо место са 18 бодова.
Његове најпознатије песме су „Липото моја“, „Ћутин се липо“, „Гори море“, „Зовем пријатеље моје“, „Већи од љубави“ и Поринима награђен хит „Југо“, све познате по свом емотивном интензитету и чврста испорука тенора.
2021. године је певао главне вокале у групи Осми путник на албуму Рок ен рол се кући вратио.

## Дискографија
- Ђулијано (1995)
- Боје љубави (1998)
- Ђулијано у Лисинском (1999)
- Свијет твоје чаролије (2001)
- Угаси жеђ (2003)
- Моје 80е (2007)
- Сада имам све (2012)

## Фестивали
Мелодије хрватског Јадрана:
- То си хтјела, '94
- Крени даље, награда за најбољи аранжман, '95
- Ја имам моћ, Бронзани галеб - трећа награда стручног жирија, '96
- Зовем пријатеље моје, Сребрни галеб - друга награда публике и награда за текст, '97
- Југо (са Маријаном Баном), Златни галеб - прва награда публике и Grand prix фестивала, '98
- Касно је сад, Златни галеб - прва награда стручног жирија, '99
- Да је до мене, Бронзани галеб - трећа награда публике, награда за аранжман и награда за интерпретацију, 2000
- Гори море, Златни галеб - прва награда стручног жирија, 2001
- Ћутин се липо, Бронзани галеб - трећа награда публике и награда за аранжман, 2002

Сплит:
- Запјевај, 2003
- Како ћу волит то лудо море (дует са Зораном Качић), 2003
- Да си моја била ти, 2004
- Сидра од туге (Вече Прокуративе на други начин), друга награда публике, 2005
- Цвите камени, 2006
- Липото моја, 2007
- Љубе моја, 2009
- Далматински рок (дует са Винком Цоцеом), 2009
- Још ме увик не волиш, 2010
- Моја љубав ти си, 2011
- Анестезија, 2012
- Већи од љубави, 2015
- Теби дужан сам, 2017
- Седам дана тједно, 2018
- Крила галеба, 2019
- Пјева ми се али немам с ким, 2020

Дора, Опатија:
- Сјај у очима открива те, пето место, '96
- Добро ми дошла љубави, шесто место, '99
- Срна и вук, треће место, 2000
- Моја липа, седмо место, 2003
- Добро дошла си, полуфинале, 2005
- Писмом те љуби милијун мандолина, пето место, 2007
- Плава вјештица (са групом Вива), једанаесто место, 2008
- Моја драга, осмо место, 2010

Загреб:
- То си хтјела, '94
- Знаш ли онај чудан осјећај, 2016
- Оној која моја заувик ће бит, 2024

Мелодије Мостара:
- Тама, '96
- Ево ноћ, '98
- Недјеља, 2001

Задар:
- Не мисли на мене, '94
- Хеј, ти, '95
- Снагом љубави, '96
- Ти си пресудила, 2000
- Падам на кољена, 2002

Хрватски радијски фестивал:
- С твојих усана ријеч, 2001
- Ако сада одеш, 2003
- Голубе, 2009

Златне жице Славоније, Пожега:
- Угаси жеђ (Вече Песме и вина), 2003
- Све исто ми је (Вече Песме и вина, дует са Даријом Маруничићем), 2004
- Птица селица (Вече Песме и вина), 2008

Далматинска шансона, Шибеник:
- Титаник, 2007
- Придат ћу те, 2011
- Да сам писма, 2013
- Ајмо на плажу, 2014
- Ми смо једно другом суђени (дует са Минеом), 2015

CMC festival:
- Другови моји сви, 2008
- Тулум, 2013
- Гдје смо ми, 2014

Етнофест, Неум:
- Ноћ, 2010

Мелодије Истре и Кварнера:
- Се добро је, 2015

Мелодије Јадрана, Сплит:
- Ако она није та (дует са Ивицом Сикирићем), 2023
- Свит нек стане (Вече нових песама - Хит лета, са групом Диктатори), 2024
- С Марјана цвит (Вече нових песама фестивала - Хит лета), 2025